# Monument à Guillaume II (Luxembourg)
 (mai 2025).
Si vous disposez d'ouvrages ou d'articles de référence ou si vous connaissez des sites web de qualité traitant du thème abordé ici, merci de compléter l'article en donnant les références utiles à sa vérifiabilité et en les liant à la section « Notes et références ».
Le Monument à Guillaume II est une statue équestre en bronze située sur la place Guillaume II à Luxembourg. Elle commémore le règne du Roi grand-duc Guillaume II.

## Historique
La statue équestre en bronze qui domine la Place Guillaume II a été érigée en 1884 en hommage au Roi Grand-Duc Guillaume II d'Orange-Nassau. Qui régna de 1840 à 1849 et donna, un an avant sa mort, sa première constitution parlementaire au Grand-Duché du Luxembourg, l'une des constitutions les plus libérales en Europe à l'époque.

## Description
La réalisation du monument a été confiée à l'artiste français Antonin Mercié pour le cavalier et à Victor Peter pour la monture. La statue équestre représente Guillaume II dans une posture glorieuse avec son bicorne dans sa main droite, saluant le peuple. Le socle du monument présente les armoiries de la maison d'Orange-Nassau ainsi que celles de la Ville de Luxembourg et des douze cantons du Grand-Duché. Une réplique du monument a été érigée à La Haye en 1924.

## Galerie

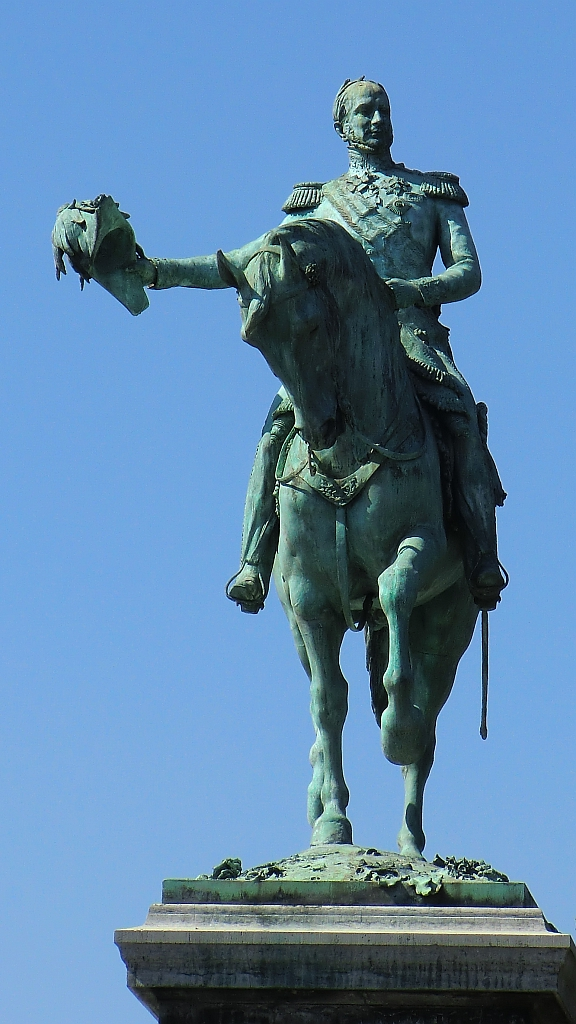
La statue équestre.
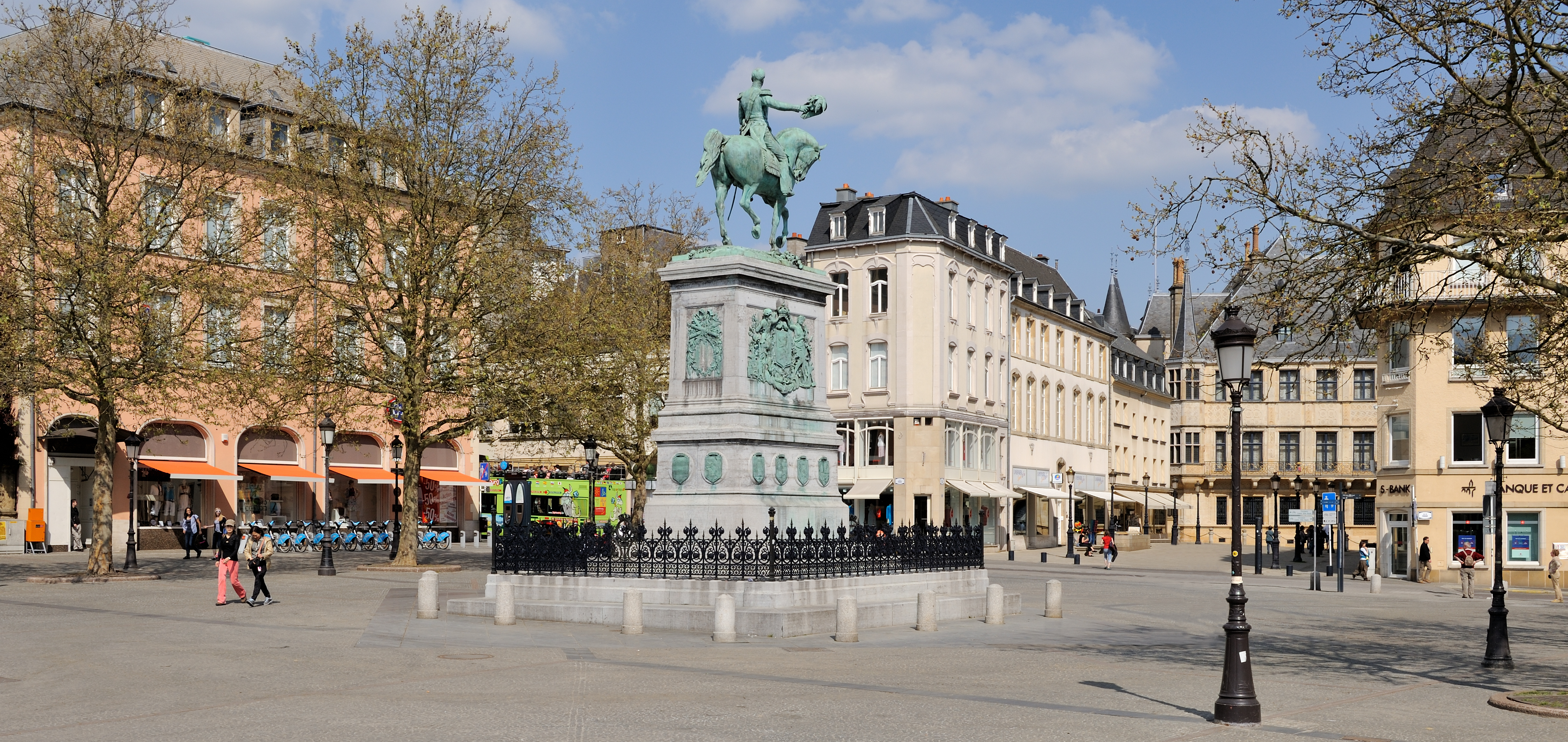
Panorama de la place Guillaume II.
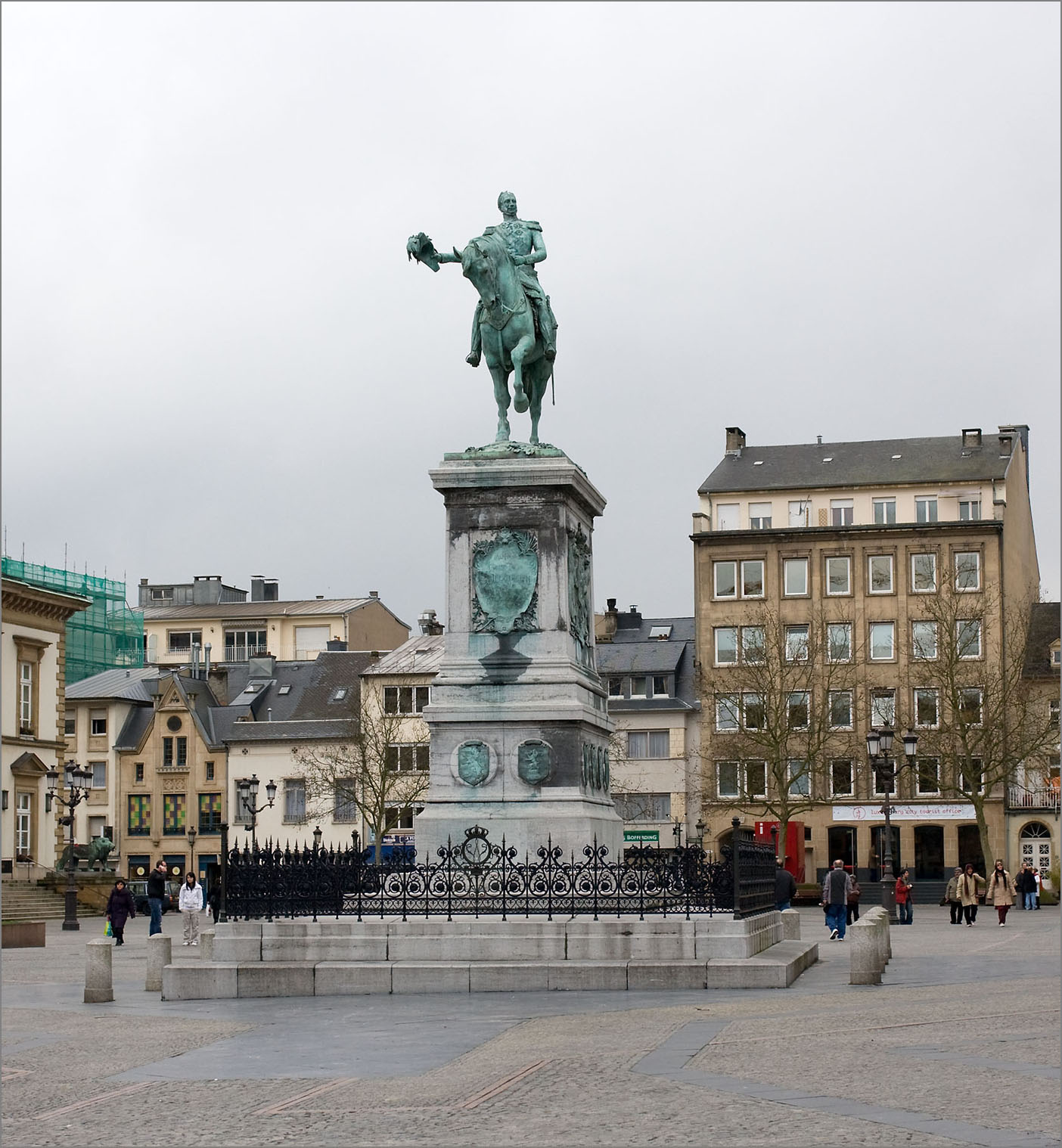
La statue sur la place en 2008.
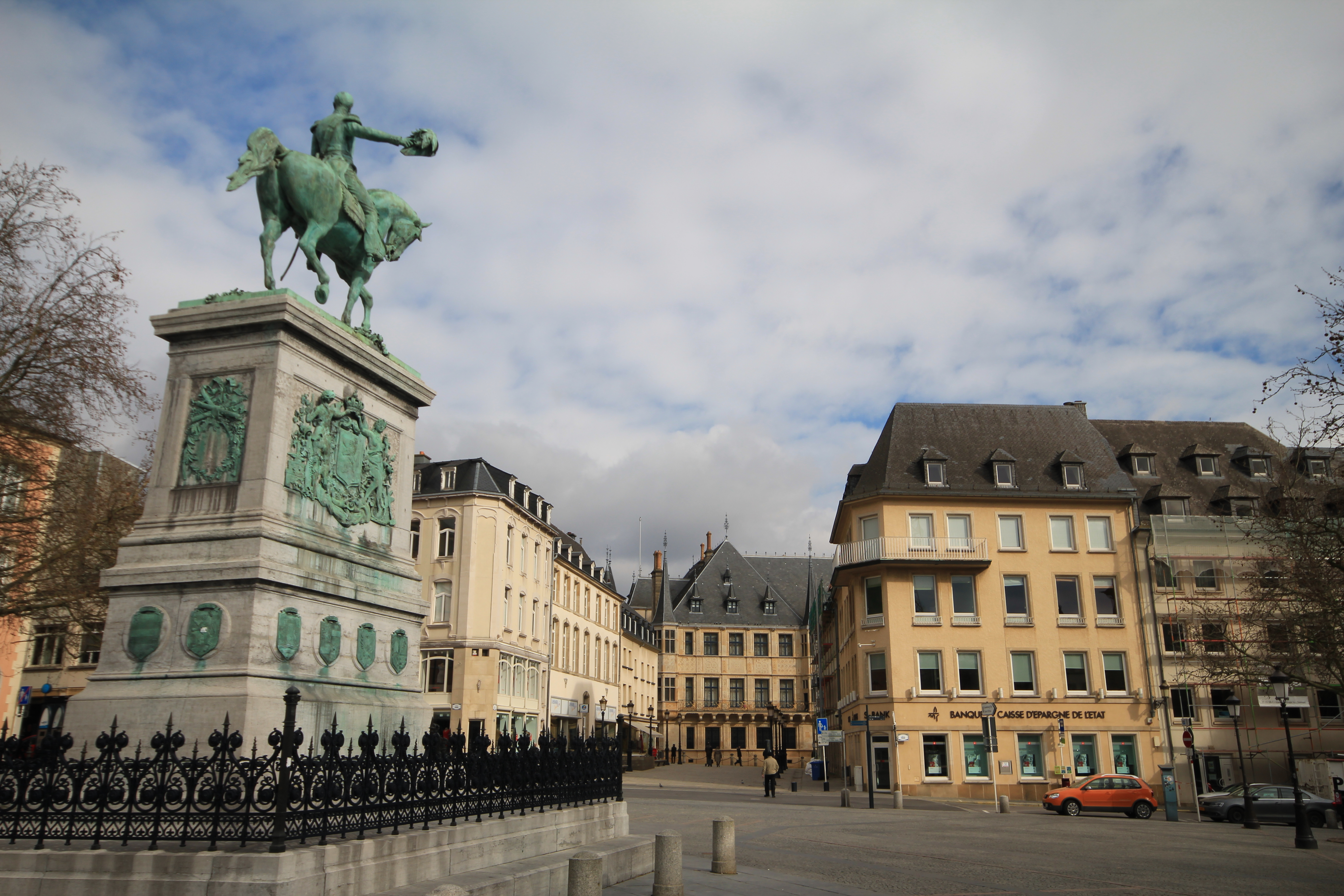
Le monument à Guillaume II sur la place Guillaume II, avec au fond le Palais grand-ducale.
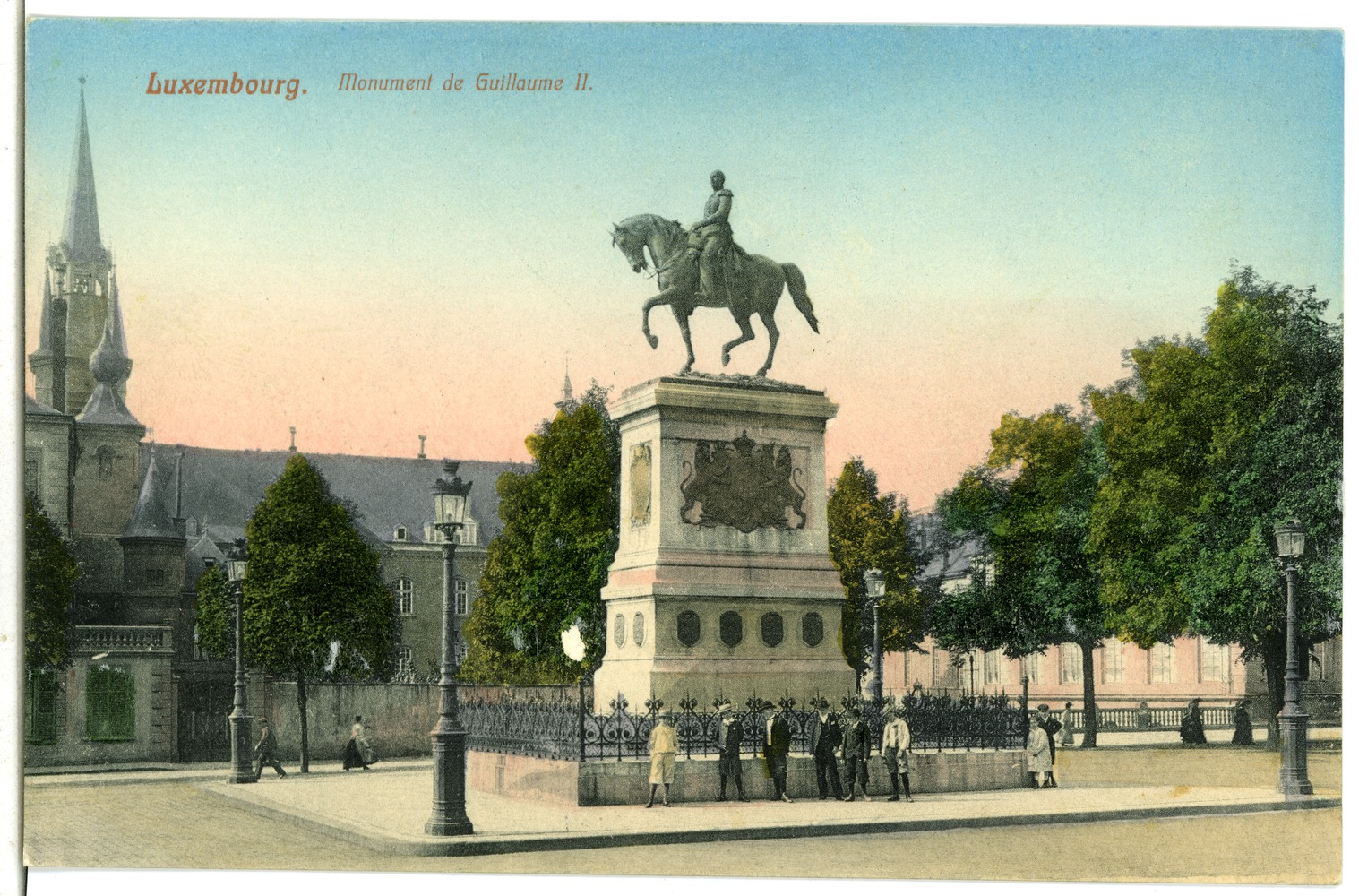
Carte postale du monument et de la Cathédrale Notre-Dame en 1906.